# Brice Rontet
Brice Rontet (...) è un ex giocatore di football americano francese che ha giocato come runningback.

## Palmarès
- 1 World Games (2017)